# 대한민국 헌법 제57조
대한민국 헌법 제57조는 대한민국 헌법의 조항이다. 국회의원의 의무에 대해서 서술하고 있다.

## 본문
국회는 정부의 동의없이 정부가 제출한 지출예산 각항의 금액을 증가하거나 새 비목을 설치할 수 없다.

## 내용
국회는 정부(대통령)의 동의 없이 즉 지역구 예산을 증액할 수 없다는 헌법조항이다.

## 같이 보기
- 대한민국 헌법 제3장
- 대한민국 국회